# Neodalyellida
Infra-ordre
Les Neodalyellida sont un infra-ordre de vers plats de l'ordre des Rhabdocoela (sous-ordre des Dalytyphloplanida).

## Systématique
L'infra-ordre des Neodalyellida a été créé en 2006 par Wim R. Willems (d), Andreas Wallberg (d), Ulf Jondelius (d), D. Timothy J. Littlewood (d), Thierry Backeljau (d), Ernest R. Schockaert (d) et Tom J. Artois (d).

### Synonymes de Neodalyellida
Neodalyellida a pour synonyme Endoaxonemata Jondelius & Thollesson, 1993.

### Sous-taxons
Selon la base de données World Register of Marine Species (8 janvier 2024), l'infra-ordre des Neodalyellida se décompose en sous-taxons comme indiqué dans l'arbre suivant. 
- Infra-ordre des Neodalyellida
  - famille des Acholadidae Hickman & Olsen, 1955
  - famille des Graffillidae Graff, 1905
  - famille des Provorticidae Beklemischev, 1927
  - famille des Pterastericolidae Meixner, 1926
  - famille des Schockaertiidae Diez, Monnens, Reygel & Artois, 2023
  - famille des Solenopharyngidae Graff, 1905
  - famille des Umagillidae Wahl, 1910
  - genre Bresslauilla Reisinger, 1929
  - genre Eldenia Ax, 2008
  - genre Nesite Armonies, 2017
  - genre Orostylis Gobert et al., 2022
  - genre Ventrociliella Kolasa, 1977

### Synonymes de familles
La famille des Anoplodiidae Graff, 1913 est synonyme de Umagillidae Wahl, 1910.
La famille des Bicladidae Poche, 1926 est synonyme de Bicladinae Poche, 1926, une sous-famille de la famille des Umagillidae.

### Publication originale
(en) Wim R. Willems, Andreas Wallberg, Ulf Jondelius, David T. J. Littlewood, Thierry Backeljau, Ernest R. Schockaert et Tom J. Artois, « Filling a gap in the phylogeny of flatworms: relationships within the Rhabdocoela (Platyhelminthes), inferred from 18S ribosomal DNA sequences », Zoologica Scripta, Suède, vol. 35,‎ 2006, p. 1-17 (ISSN 0300-3256, e-ISSN 1463-6409, lire en ligne, consulté le 8 janvier 2024).